# FIFA 06
FIFA 06 è un videogioco di calcio appartenente alla serie FIFA. È stato sviluppato da EA Canada e pubblicato da Electronic Arts. Il videogioco è uscito nel 2005 in tutto il mondo su Game Boy Advance, GameCube, telefono cellulare, Nintendo DS, PlayStation 2, PlayStation Portable, Windows e Xbox.
È il tredicesimo gioco della serie FIFA e il decimo in 3D.

## Telecronisti
Per questa edizione di FIFA, i telecronisti sono Bruno Longhi e Aldo Serena.

## Modalità di gioco
Il gioco presenta le seguenti caratteristiche:
- 26 campionati e diecimila calciatori con licenza.
- Football Party: modalità in cui possono sfidarsi fino ad otto giocatori.
- Creazione di nuovi calciatori e modifica di quelli esistenti, fino ad un massimo di 30.
- Telecronaca in italiano a cura di Aldo Serena e Bruno Longhi.
- Modalità Sfida: si effettuano prove con regole specifiche per il loro superamento. Completando una sfida, si guadagnano punti per acquistare oggetti dal negozio.
- Presenza delle squadre World XI e Classic XI, entrambe sbloccabili.
- Il motore di gioco tiene conto delle capacità del giocatore, inclusa l'eventuale debolezza nel tiro calciando con un piede rispetto all'altro.

## Campionati
In FIFA 06 sono presenti 26 campionati. Essi sono:
- Fußball-Bundesliga
- Jupiler League
- Campeonato Brasileiro Série A
- K-League
- Superliga
- Ligue 1
- Ligue 2
- Fußball-Bundesliga
- 2. Fußball-Bundesliga
- FA Premier League
- Football League Championship
- Football League One
- Football League Two
- Serie A
- Serie B
- Primera División
- Tippeligaen
- Eredivisie
- Ekstraklasa
- Primeira Liga
- Scottish Premier League
- Primera División
- Segunda División
- Major League Soccer
- Allsvenskan
- Super League
- World League (Solo World XI e Classic XI presenti in questo campionato)

Nota: queste informazioni riguardano la versione PlayStation 2.

### Resto del Mondo
Nel videogioco sono incluse anche alcune squadre non presenti nei campionati. Esse sono:
- Boca Juniors
- Fenerbahçe
- Galatasaray
- Kaizer Chiefs
- Olympiakos
- Orlando Pirates
- Panathīnaïkos
- River Plate
- Šachtar
- Sparta Praga
- PAOK

Nota: queste informazioni riguardano la versione PlayStation 2.

### Internazionale
La lega internazionale è composta dalle seguenti squadre nazionali:
- Argentina
- Australia
- Austria
- Belgio
- Brasile
- Bulgaria
- Camerun
- Cina
- Costa Rica
- Croazia
- Danimarca
- Finlandia
- Francia
- Galles
- Germania
- Grecia
- Inghilterra
- Irlanda
- Irlanda del Nord
- Italia
- Messico
- Nigeria
- Norvegia
- Paraguay
- Polonia
- Portogallo
- Rep. Ceca
- Romania
- Russia
- Scozia
- Slovenia
- Spagna
- Stati Uniti
- Svezia
- Svizzera
- Tunisia
- Turchia
- Ungheria
- Uruguay

Nota: queste informazioni riguardano la versione PlayStation 2.

### Stadi
- AOL Arena, (Amburgo)
- Amsterdam ArenA (Ajax)
- Anfield (Liverpool)
- Atatürk
- BayArena (Bayer Leverkusen)
- Vicente Calderón (Atlético Madrid)
- Camp Nou (Barcellona)
- Constant Vanden Stock Stadium (Anderlecht)
- Daegu Sports Complex (Taegu)
- Estadio Azteca (Club América, Messico)
- Estádio da Luz (Benfica)
- Estádio do Bessa (Boavista)
- Estádio do Dragão (Porto)
- Estádio José Alvalade (Sporting Lisbona)
- Félix Bollaert (Lens)
- Mestalla (Valencia)
- Millennium Stadium (Galles)
- Old Trafford (Manchester United)
- Parc des Princes (PSG)
- San Siro (Milan, Inter)
- Santiago Bernabéu (Real Madrid)
- Seoul Sang-Am (Seoul)
- Westfalenstadion (Borussia Dortmund)
- St James' Park (Newcastle City)
- Stade de Gerland (Olympique Lione)
- Stadio delle Alpi (Torino, Juventus)
- Stade Vélodrome (Olympique Marsiglia)
- Stamford Bridge (Chelsea)

## Colonna sonora
- 3D Voz - Fiesta
- AK4711 - Rock
- Athena - Tam Zamani Simdi
- Bloc Party - Helicopter
- Blues Brothers Castro - Flirt
- BoTECOeletro - Coco Nutz Mass
- Boy - Same Old Song
- Breaking Benjamin - Dance With the Devil
- Carlinhos Brown & DJ Dero - Nabika
- Damian Marley - Welcome to Jamrock
- Dogs - London Bridge
- Doves - Black and White Town
- Dream Theater - Panic Attack
- Duels - Potential Futures
- Embrace - Ashes
- Hard-Fi - Gotta Reason
- Jamiroquai - Feels Just Like it Should
- Kaos - Now and Forever
- Kinky - Coqueta
- K'naan - Soobax
- Kyo - Contact
- LCD Soundsystem - Daft Punk is Playing At My House
- Linea 77 - Inno All'Odio
- Mando Diao - God Knows
- MaNga - Bir Kadin Cizeceksin
- Marcelinho da Lua - Tranqűilo
- Nine Black Alps - Cosmopolitan
- Oasis - Lyla
- Röyksopp - Follow My Ruin
- Selasee - Run
- SoShy - The Way I
- Subsonica - Corpo a Corpo
- Teddybears Sthlm - Cobrastyle
- The Departure - Be My Enemy
- The Film - Can You Touch Me
- The Gift - 11.33
- The Gipsys - La Discoteca
- The Rakes - Strasbourg
- Tool - Right in Two
- Vitalic - My Friend Dario
- Yerba Buena - Cityzen Citysoy